# Lepidochrysops rossouwi
Rossouw’s Blue (Lepidochrysops glauca) là một loài bướm ngày thuộc họ Bướm xanh. Nó được tìm thấy ở Nam Phi, ở đó nó is restricted to grassy escarpments near the Stoffberg, Dullstroom và Lydenburg in Mpumalanga.
Sải cánh dài 33–43 mm đối với con đực và 42–50 mm đối với con cái. Con trưởng thành bay từ tháng 10 đến tháng 12 và từ tháng 1 đến tháng 3. Có hai lứa trưởng thành một năm.
Ấu trùng ăn Lantana rugosa. Third và later instar larvae feed on the brood of Camponotus maculatus ants.